# ホセ・アントニオ・フェルナンデス・ポマレス
ホサン（Josan）ことホセ・アントニオ・フェルナンデス・ポメロス（José Antonio Ferrández Pomares、1989年12月3日 - ）は、スペイン・アリカンテ出身のサッカー選手。エルチェCF所属。ポジションはフォワード。

## クラブ経歴
2013-14シーズン、ロルカFCにてプロデビューを飾ったが、この時ホサンはすでに24歳だった。
2014年7月23日、ロルカでの活躍が認められ、グラナダCFと1年契約を結んだ。契約後すぐにセグンダ・ディビシオンBのSDウエスカへとレンタルされた。
2017年12月30日、セグンダBのエルチェCFに移籍した。在籍1年目にはセグンダB優勝、3年目にはプリメーラ昇格を決め、31歳にしてキャリア初のスペイン1部挑戦となった。